# موزگووو
موزگووو (به صربی: Mozgovo) یک منطقهٔ مسکونی در صربستان است که در الکسیناتس واقع شده‌است. موزگووو ۱٬۶۳۲ نفر جمعیت دارد.